# "Svebernas Isis"
Den så kallade "Svebernas Isis" var en germansk gudinna, som beskrivs av den romerska historikern Tacitus i hans verk Germania från år 98 e.Kr. Tacitus uppgav att de germanska sveberna i nuvarande Nordtyskland offrade till "Isis", och att ett skepp ingick i hennes emblem. 
Tacitus uppgav att sveberna dyrkade "Merkurius", "Mars", "Herkules" och "Isis". Detta ska inte förstås bokstavligt, eftersom Tacitus i enlighet med romarnas Interpretatio romana identifierade främmande gudar med dess motsvarigheter i romersk religion. Den gudinna germanerna dyrkade symboliserades av ett skepp, precis som Isis, som då var populär i det romerska riket, vilket troligen är anledningen till att Tacitus tolkade denna gudinna som Isis. De manliga gudarna har allmänt identifierats som Odin, Tyr och Tor, men gudinnans identitet har varit omdiskuterad.  